# Commodore Chessmate
Commodore Chessmate — один из первых шахматных компьютеров, выпущенный компанией Commodore в июне 1978 года в США, Англии и Германии. Впервые был представлен на CES 1978 года в Чикаго.
Commodore Chessmate является одним из первых шахматных компьютеров, поступивших в массовую продажу. Самая первая подобная машина — Fidelity Chess Challenger 10, выпущенная компанией Fidelity Electronics, — появилась на прилавках всего годом ранее — весной 1977 года.
Chessmate базируется на одноплатном компьютере KIM-1, произведённом также компанией Commodore. В нём используется программа Microchess 1.5, написанная 18 декабря 1976 года программистом Питером Дженнигсом (англ. Peter Jennings) для компьютеров KIM-1. Позже на основе этой программы были выпущены другие шахматные компьютеры — Novag Chess Champion MK II в 1979 году и TEC Schachcomputer в 1981 году. Особым успехом компьютер не пользовался, поэтому уже в 1980 году Commodore остановила выпуск Chessmate.
Commodore Chessmate имеет корпус из кремово-белого или голубого (намного реже) пластика размером 22x16x5 сантиметров. Он использует 8-битный процессор MOS Technology 6504 на тактовой частоте 1 МГц, 5 Кб ROM и 320 байт RAM, питание от сети. Управление осуществляется с помощью 19-клавишной мембранной клавиатуры наподобие ZX80. Сборка компьютеров производилась в Гонконге.
Наиболее популярен компьютер был в Германии, где он появился летом 1979 года по цене 199 немецких марок (по другой версии — 395). Немецкая газета ELO, посвящённая электротехнике, в майском номере 1979 года написала по этому поводу:

Компания Commodore собирается выпустить на рынок шахматный компьютер Chess-Mate. На компьютере есть возможность выбора из восьми уровней сложности, а его заявленная цена составляет 395 немецких марок. Управление производится с помощью клавиатуры, ходы отображаются на четырёх 7-сегментных светодиодных дисплеях. Игровое время также контролируется самой машиной.
Оригинальный текст (нем.)Einen Schachcomputer unter der Bezeichnung Chess-Mate wird die Firma Commodore auf den Markt bringen. Das Gerät soll 395 DM kosten und auf acht Spielstärken einstellbar sein. Die Züge werden mit Sensortasten eingegeben und von Siebensegmentziffern angezeigt. Auch die Spielzeit wird vom Chess-Mate kontrolliert.

Chessmate имеет 8 уровней сложности и библиотеку из 32 дебютов, каждый по 16 ходов, в том числе такие варианты начала партии как дебют слона, северный гамбит, итальянская партия, дебют Бёрда и другие. Рейтинг Эло у Chessmate составляет 1050, что совсем немного для более-менее опытного игрока, но достаточно много для подобной машины. В среднем на один ход компьютер затрачивает 3 минуты.
У пользователя существует возможность выбора игры как за белые, так и за чёрные фигуры. Также компьютер может играть и сам с собой. Кроме того, Chessmate способен проигрывать две небольшие мелодии с помощью пьезоэлектрического зуммера: одну в случае победы, другую — при поражении.